# Touching You, Touching Me
Touching You, Touching Me è il quinto album discografico in studio del cantante statunitense Neil Diamond, pubblicato nel 1969.

## Tracce
Testi e musiche di Neil Diamond, tranne dove indicato.
Lato 1
1. Everybody's Talkin' – 2:46 (Fred Neil)
2. Mr. Bojangles – 4:53 (Jerry Jeff Walker)
3. Smokey Lady – 2:40
4. Holly Holy – 4:40
5. Sweet Caroline (Solo nell'edizione UK) – 3:30

Lato 2
1. Both Sides Now – 3:30 (Joni Mitchell)
2. And the Singer Sings His Song – 3:37
3. Ain't No Way – 2:41
4. New York Boy – 2:38
5. Until It's Time for You to Go – 3:29 (Buffy Sainte-Marie)